# Musée de l'Air et de l'Espace

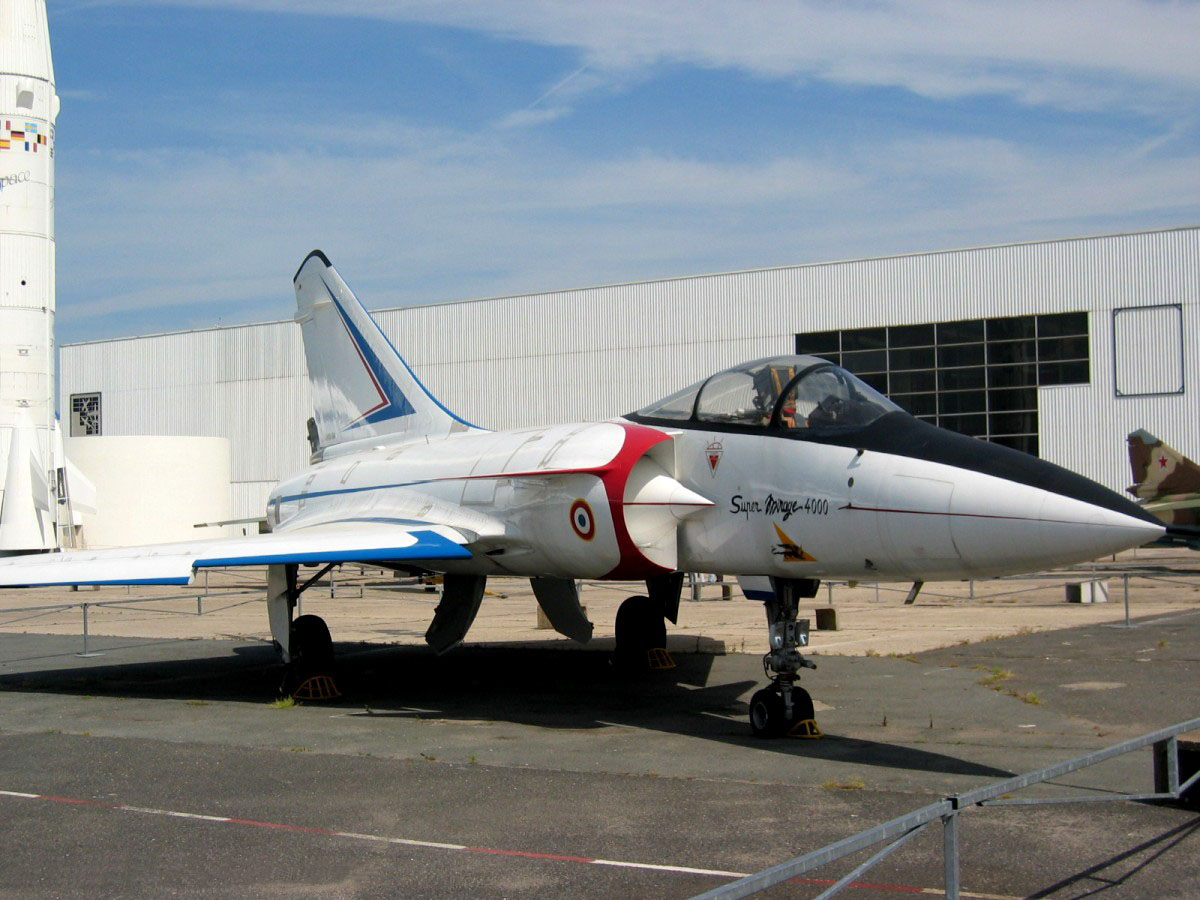
Musée de l'Air et de l'Espace

Musée de l'Air et de l'Espace là bảo tàng hàng không lớn nhất của Pháp, nằm gần sân bay Le Bourget, cách Paris khoảng 10 km về hướng Bắc.
Được thành lập theo đề nghị của kỹ sư Albert Caquot, Musée de l'Air et de l'Espace khánh thành năm 1921 tại đại lộ Victor, Quận 15 Paris. Năm 1973, khi Sân bay quốc tế Charles-de-Gaulle hoàn thành, không gian ở Le Bourget trở nên trống và Musée de l'Air et de l'Espace được quyết định chuyển về đây.
Ngày nay, Musée de l'Air et de l'Espace có diện tích 150 ngàn mét vuông, sở hữu 19.595 hiện vật trong đó có 150 máy bay. Năm 2005, nơi đây đã đón 235.290 lượt khách thăm, trở thành địa điểm du lịch hấp dẫn nhất của Seine-Saint-Denis